# 香芝サービスエリア
香芝サービスエリア（かしばサービスエリア）は、奈良県香芝市今泉にある西名阪自動車道のサービスエリアである。
先に下り線が1974年（昭和49年）10月1日に、約半年後の1975年（昭和50年）3月19日に上り線がそれぞれ供用開始される。
下り線の東館が2007年（平成19年）4月25日10時に、上り線は2009年（平成21年）4月23日にリニューアルオープンした。

## 道路
- E25 西名阪自動車道

## 施設

### 上り線（大阪市内・和歌山方面）
2009年4月23日にレストランがリニューアルオープンし、ラーメン専門店のどうとんぼり神座が出店した。リニューアルにあわせ、運営が市藤から近畿日本鉄道に変更された。2015年4月1日から近鉄リテーリングが運営していたが、下り線とともに2021年9月30日をもって撤退。
- 駐車場
  - 大型 87台
  - 小型 83台
  - 二輪 8台
  - トレーラー 8台
  - 身障者用 2台
- トイレ
  - 男性 大 6器、小 12器
  - 女性 20器
  - 身障者用 1器
- ガソリンスタンド（出光興産（(株)西日本宇佐美） 24時間）[2]
- 給電スタンド（24時間）[2]
- レストラン[2]
  - どうとんぼり神座（11:00 - 23:00）
- スナックコーナー・フードコート[2]
  - とくとく（24時間）
  - TOKUTOKU Café（24時間）
- ショッピングコーナー（24時間）[2]
- 自動販売機
- インフォメーション・FAXサービス（平日 9:00 - 18:00、土曜・日曜・祝日 9:00 - 19:00）[2]

### 下り線（奈良・名古屋方面）

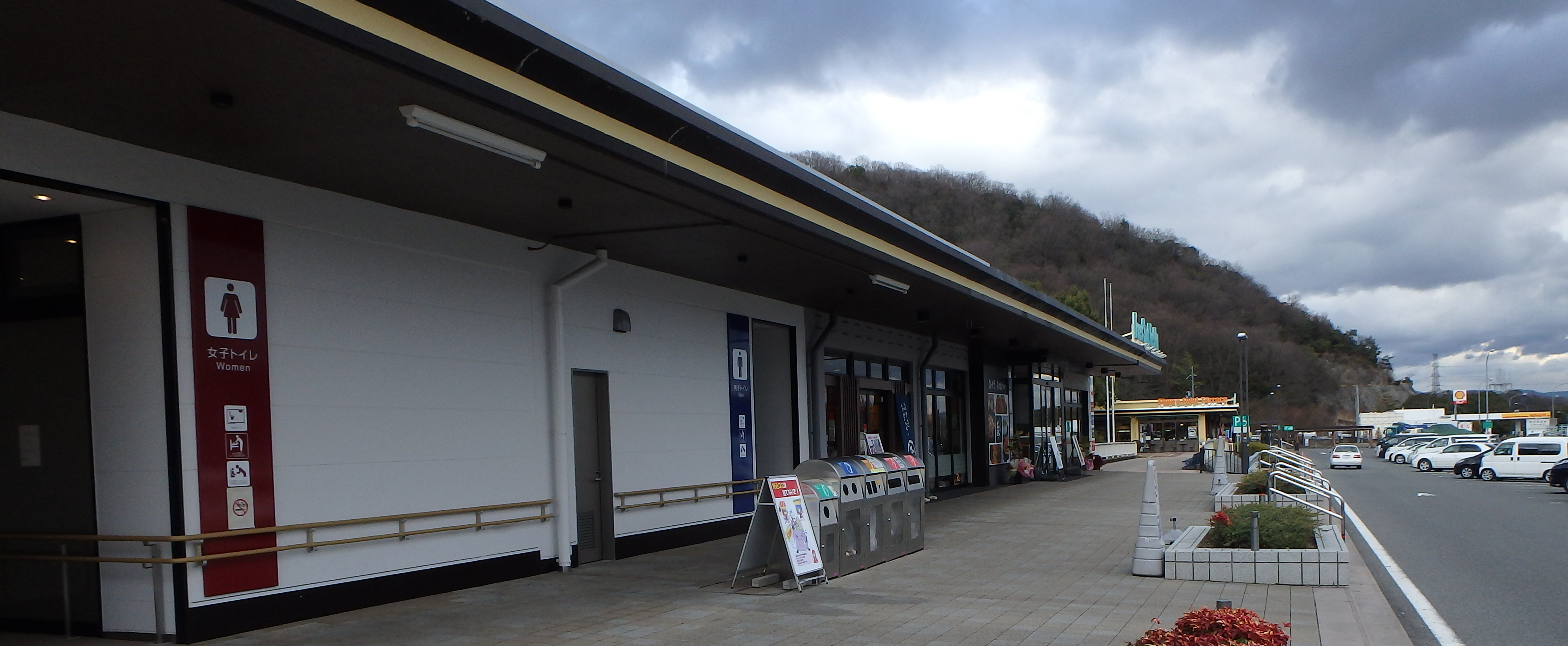
下り施設

東館は2007年4月25日にリニューアルオープンした。1974年の開業時より近鉄観光が運営していたレストランは2010年9月1日に親会社の近畿日本鉄道に継承され、上下とも同じ会社の運営となった。上り線同様、2015年4月1日から近鉄リテーリングが運営していたが、上り線とともに2021年9月30日をもって撤退。
- 駐車場
  - 大型 92台
  - 小型 100台
  - 二輪 8台
  - トレーラー 5台
  - 身障者用 2台
- トイレ
  - 男性 大 8器、小 24器
  - 女性 23器
  - 身障者用 1器
- ガソリンスタンド（出光（エネクスフリート） 24時間）[3]
- 給電スタンド（24時間）[3]
- スナックコーナー・フードコート[3]
  - ジャワ風カレー1979（24時間）
  - とくとく（24時間）
  - こなこなん ラーメン（24時間）
- カフェ[3]
  - TOKUTOKU Bakery Café（7:00 - 18:00）
- 専門店[3]
  - 香芝 家系ラーメン まねき家（7:00 - 18:00）
- ショッピングコーナー（24時間）[3]
- コンビニエンスストア[3]
  - セブン-イレブン（24時間）
- 自動販売機
- インフォメーション・FAXサービス（平日 8:00 - 18:00、土曜・日曜・祝日 7:00 - 19:00）[3]

## 隣
E25 西名阪自動車道
(1) 藤井寺IC - (2) 柏原IC（松原方面のみ） - 香芝SA - (3) 香芝IC - (4) 法隆寺IC